# 少年 (宇都宮隆の曲)
『少年』（しょうねん）は宇都宮隆が1996年4月22日にEpic/Sony Recordsから発売した「宇都宮隆」名義での1stシングルで、「T.UTU」時代からの通算4thシングル。

## 内容
前作「Angel」以来、シングルとしては2年半ぶり。TMNとBOYO-BOZOでの活動を経て発売された。本作以後は本名の宇都宮隆となっている。なお、以前までの「T.UTU」名義での三作はいずれも背見出しに「宇都宮隆」と表記されていたため、本作以降でもナンバリングは継続させ、本作を通算4thシングルとする。

## 解説
表題曲の「少年」はB'zの松本孝弘による作曲。ある日に宇都宮と松本が久々に飲み屋で酔いながら二人で盛り上がったときに「やってみようか」という話で着々と進んだというエピソードがある。松本は「ウツ（宇都宮）が歌うバラードが好きなんだよね。」ということでバラードになった。
作詞は牧穂エミ。松本の強い要望で作詞を担当することになった。女性目線の言葉で書き下ろされた詞は、牧穂が宇都宮をイメージして書いたといわれている。牧穂は本作以降の宇都宮の作品に数多く作詞を提供している。
タイアップはテレビ朝日「OH!エルくらぶ」エンディングテーマ。
C/Wの「KiSS Will Kill me」はaccessの浅倉大介による作曲。ギターで葛城哲哉が参加している。同年浅倉はIcemanなる別ユニットでデビューを果たしている。なおライブではこちらのバージョンで披露されたことが無く、専らアルバム『easy attraction』収録バージョン（BAT Attraction MIX）基調である。
3曲目の「Backing Track」はコーラスパートのみが残っているいわゆるオリジナル・カラオケである。

## 収録曲
| #         | タイトル                 | 作詞      | 作曲      | 編曲               | 時間  |
| --------- | ------------------------ | --------- | --------- | ------------------ | ----- |
| 1.        | 「少年」                 | 牧穂エミ  | 松本孝弘  | 松本孝弘、池田大介 | 3:39  |
| 2.        | 「KISS Will Kill me」    | 井上秋緒  | 浅倉大介  | 浅倉大介           | 4:30  |
| 3.        | 「少年 (Backing Track)」 |           | 松本孝弘  | 松本孝弘、池田大介 | 3:37  |
| 合計時間: | 合計時間:                | 合計時間: | 合計時間: | 合計時間:          | 11:46 |

## 収録アルバム
- easy attraction (#1,#2/#2はBAT Attraction MIX)
- TAKASHI UTSUNOMIYA THE BEST FILES (#1,#2)
- TAKASHI UTSUNOMIYA ORIGINAL SINGLES 1992-2003 (#1,#2)
- mile stone (#2)